# Santi Agostino e Cristina
Santi Agostino e Cristina je bývalý kostel ve Florencii na Costa Scarpuccia, ve čtvrti Oltrarno.

## Historie
Kostel s klášterem dala postavit Kristina Lotrinská pro řád augustiniánů. Stavba začala v roce 1640 podle návrhu Bernardina Radiho a Gherarda Silvanihho, a byla dokončena až po smrti velkovévodkyně.

## Budova
Kostel by v roce 1817 významně přestavěn na jednolodní s třemi bočními kaplemi. Po potlačení řádu v roce 1808 přešel do soukromých rukou. V roce 1866 byl odkoupen Filipem Schwarzenbergem a ještě několikrát stavebně upravován, také z důvodu rozšíření Costa Scarpuccia. V současné době slouží jako kancelářská budova.